# Royal Liver Building
Ройал-Лайвер-билдинг (англ. Royal Liver Building, то есть «королевское здание Ливерпуля») — офисное здание эдвардианской эпохи на морском фасаде английского города Ливерпуль. Имеет высший класс (исключительный интерес) в британском списке зданий архитектурного или исторического интереса. С 2004 по 2021 год входило в состав памятника Всемирного наследия. Самое высокое здание Европы с 1911 по 1932 год, самое высокое здание Великобритании с 1911 по 1961 год, самое высокое здание Ливерпуля с 1911 по 1965 год. Одно из первых высотных зданий в мире, построенных из железобетона.

## Описание
Здание расположено в 100 метрах от реки Мерси. Примечательным элементом декора здания служат две Ливерпульские птицы (скульптор — Карл Бартлс) высотой по 5,5 метров, венчающие две часовые башни здания; одна из птиц смотрит на реку, а вторая — в глубь острова. Птицы прикованы к вершинам башен цепями, так как по легенде, если они улетят, то Ливерпуль прекратит своё существование. Часы на башнях примечательны тем, что имеют диаметр циферблата 7,6 метров, то есть на 60 сантиметров больше, чем у знаменитого Биг-Бена и являются самыми большими в Великобритании; кроме того, они были запущены 22 июня 1911 года ровно в минуту коронации Георга V. Часы, как и Птицы, смотрят в разные стороны: на реку и в город.
Основные характеристики
- Строительство: 11 мая 1908 — 19 июля 1911
- Высота: 98,2 м (архитектурная), 50,9 м (крыша верхнего этажа)
- Длина: 91,8 м
- Ширина: 54 м
- Этажность: 13 этажей
- Лифтов: 12
- Архитектор: Уолтер Томас[англ.]
- Владелец: Royal London Group (бывш.), ныне — Corestate Capital
- Главный подрядчик: BAM Nuttall[англ.]
- Стоимость строительства: £800 000
- Крупнейшие арендаторы (помимо Royal London Group): Amaze Entertainment, Grant Thornton International, ITV, Mott MacDonald[англ.], Princes Group[англ.]

## История
К 1907 году страховая компания Royal Liver Group (ныне Royal London Group) насчитывала более 6000 сотрудников и поэтому задумалась о новой большой штаб-квартире для себя. Краеугольный камень в основание будущего здания был заложен 11 мая 1908 года, строительство было окончено за три года — 19 июля 1911 года. Торжественную церемонию открытия провёл пэр Эдвард Стэнли.
В 1973—1977 годах здание впервые подверглось капитальному ремонту. В 1982—1986 годах оно было полностью компьютеризировано. Второй капитальный ремонт прошёл в 2010—2011 годах. В июле 2011 года, в честь столетия здания, состоялось праздничное лазерное световое 3D-шоу.
В октябре 2016 года здание впервые в истории было выставлено на продажу. В итоге в 2017 году здание было продано за 48 миллионов фунтов стерлингов люксембургской компании Corestate Capital и мажоритарному владельцу футбольного клуба «Эвертон» Фархаду Мошири, после чего в здание переехал офис этого футбольного клуба.

## См. также

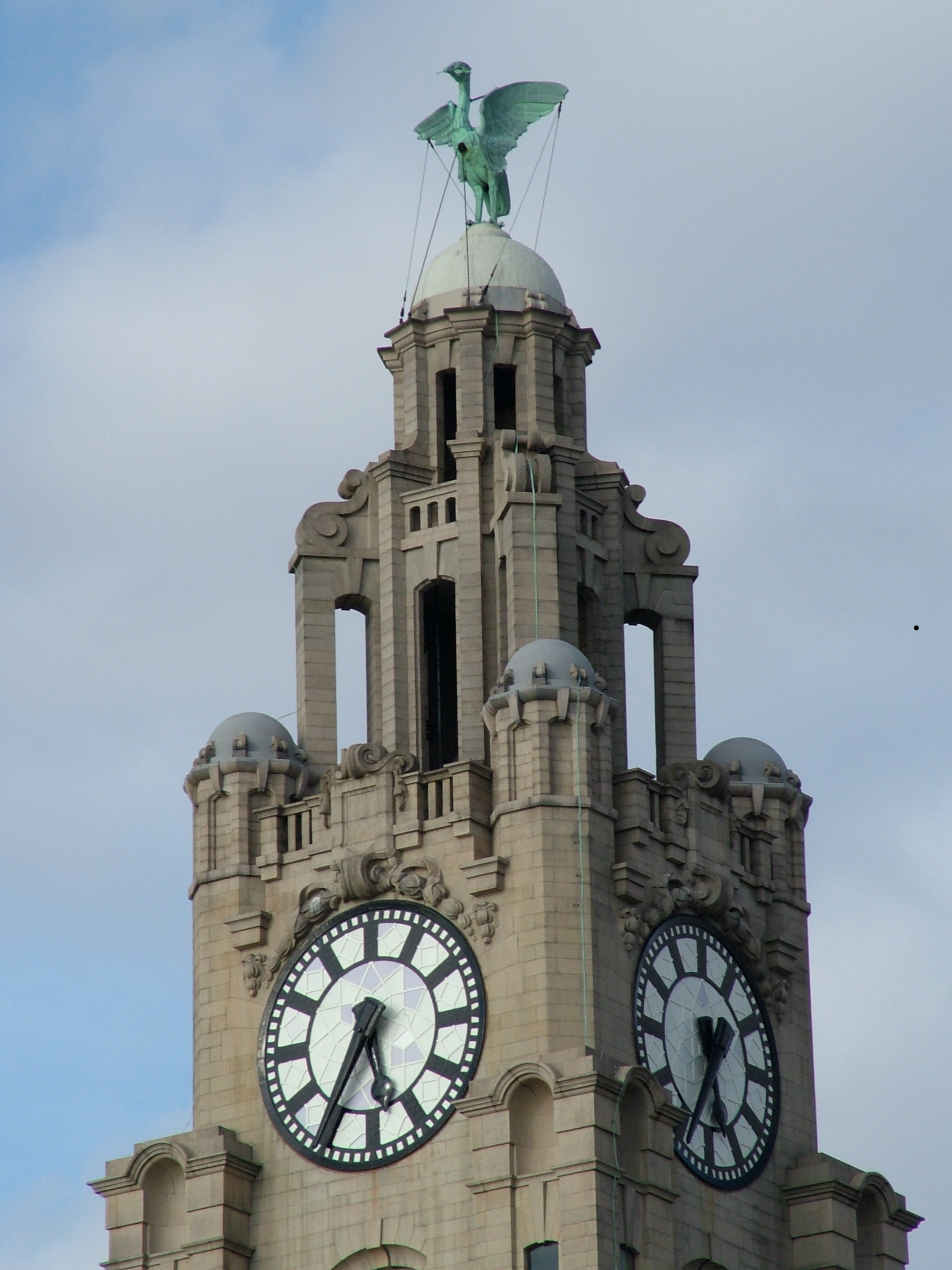
Одна из двух башен
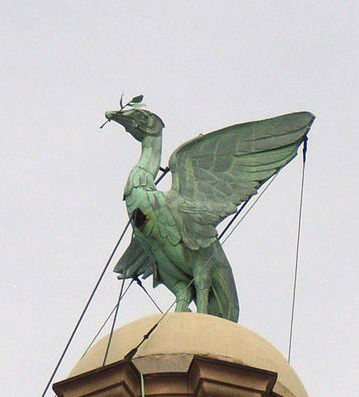
Одна из двух Ливерпульских птиц. Хорошо видны цепи, которыми они прикованы к башне
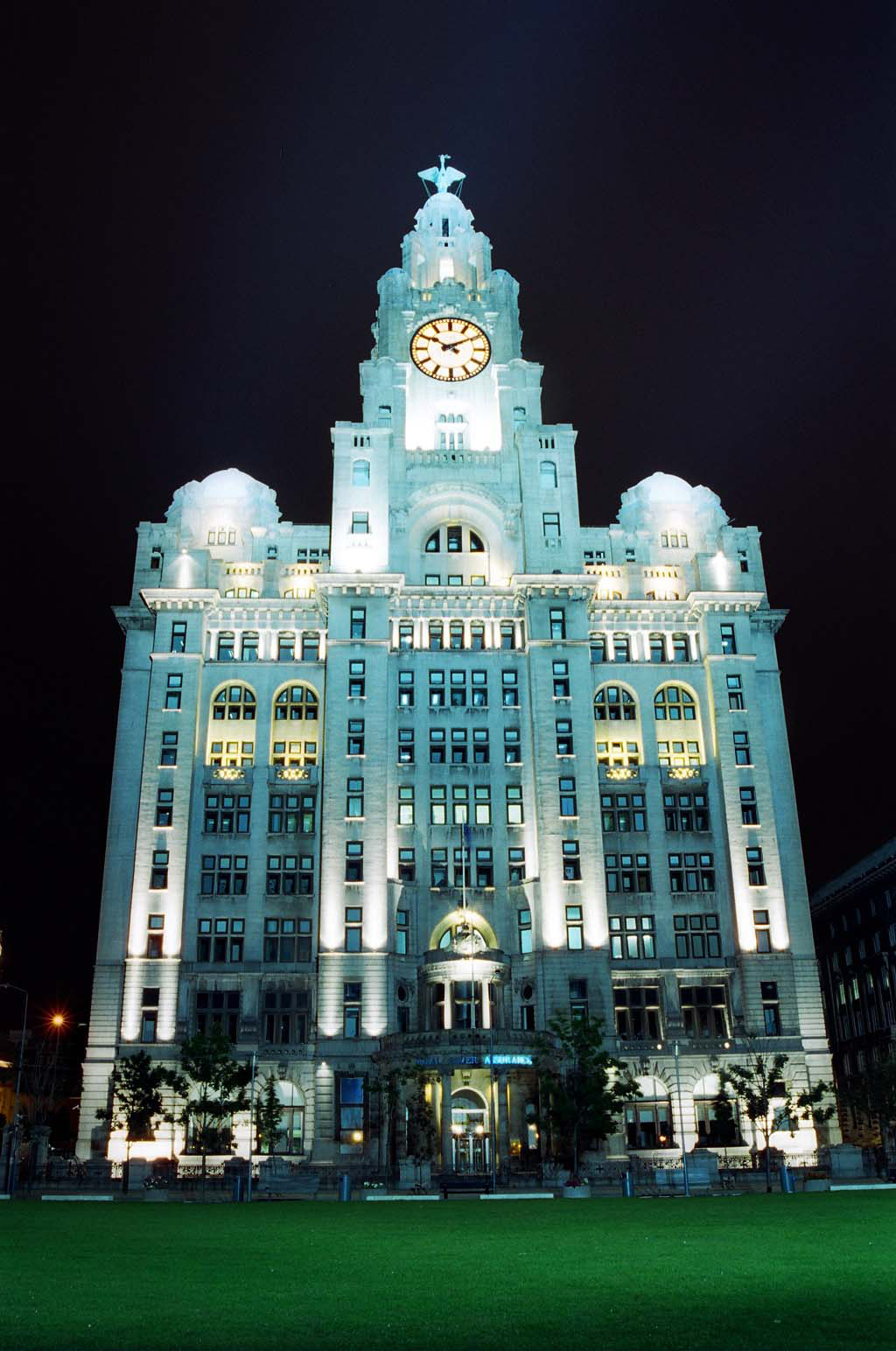
Ночная подсветка
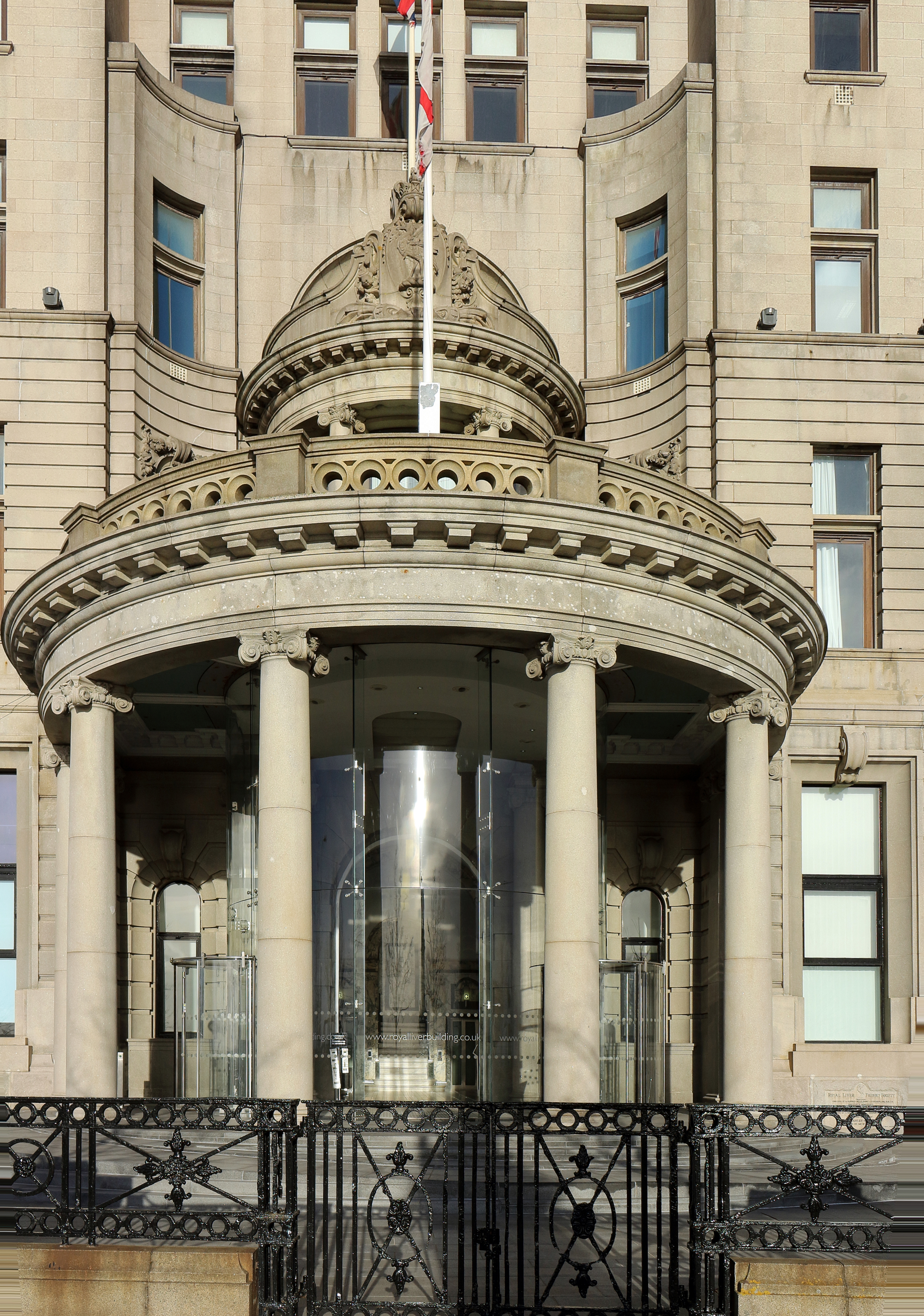
Главный вход